# Viscount of Arbuthnott

Wappen des Viscount of Arbuthnott

Viscount of Arbuthnott ist ein erblicher britischer Adelstitel in der Peerage of Scotland.
Der Viscount of Arbuthnott ist erblicher Chief des Clan Arbuthnott.
Familiensitz ist Arbuthnott House, in Arbuthnott, bei Inverbervie in Kincardineshire.

## Verleihung und nachgeordnete Titel
Der Titel wurde am 16. November 1641 von König Karl I. durch Letters Patent für den schottischen Ritter Sir Robert Arbuthnott geschaffen. Zusammen mit dem Viscounttitel wurde ihm der nachgeordnete Titel Lord Inverbervie verliehen, ebenfalls in der Peerage of Scotland. Der König versuchte mit dieser und anderen Verleihungen angesichts des drohenden Englischen Bürgerkriegs den Kreis der Royalisten im Parlament zu vergrößern.

## Liste der Viscounts of Arbuthnott (1641)
- Robert Arbuthnott, 1. Viscount of Arbuthnott († 1655)
- Robert Arbuthnott, 2. Viscount of Arbuthnott († 1682)
- Robert Arbuthnott, 3. Viscount of Arbuthnott (1663–1694)
- Robert Arbuthnott, 4. Viscount of Arbuthnott (1686–1710)
- John Arbuthnott, 5. Viscount of Arbuthnott (1692–1756)
- John Arbuthnott, 6. Viscount of Arbuthnott (1703–1791)
- John Arbuthnott, 7. Viscount of Arbuthnott (1754–1800)
- John Arbuthnott, 8. Viscount of Arbuthnott (1778–1860)
- John Arbuthnott, 9. Viscount of Arbuthnott (1806–1891)
- John Arbuthnott, 10. Viscount of Arbuthnott (1843–1895)
- David Arbuthnott, 11. Viscount of Arbuthnott (1845–1914)
- William Arbuthnott, 12. Viscount of Arbuthnott (1849–1917)
- Walter Arbuthnott, 13. Viscount of Arbuthnott (1847–1920)
- John Arbuthnott, 14. Viscount of Arbuthnott (1882–1960)
- Keith Arbuthnott, 15. Viscount of Arbuthnott (1897–1966)
- John Arbuthnott, 16. Viscount of Arbuthnott (1924–2012)
- Keith Arbuthnott, 17. Viscount of Arbuthnott (* 1950)

Titelerbe (Heir apparent) ist der Sohn des aktuellen Viscounts Christopher K. Arbuthnott, Master of Arbuthnott (* 1977).